# سيمون هولمز (لاعب اتحاد الرغبي)
سيمون هولمز (بالإنجليزية: Simon Holmes)‏ هو لاعب اتحاد الرغبي بريطاني، ولد في 12 ديسمبر 1966 في Workington ‏ في المملكة المتحدة.